# 택시 4
택시 4(Taxi 4)는 2007년 개봉한 프랑스의 영화이자 1998년 택시 시리즈의 4편이다. 이 이후로 아직까지 후속 시리즈는 나오지 않았다. 이 작품은 전작 시리즈들과 달리 극중 다니엘(사미 나세리)의 애인 역할로 나왔던 릴리(마리온 코티아르)가 출연하지 않았으며 축구 선수 지브릴 시세가 특별 출연하였다.

## 출연
- 사미 나세리 - 다니엘
- 프레데리크 디팡탈 - 에밀리앙
- 엠마 비클룬드 - 페트라
- 베르나르 파시 - 질베르 경찰서장
- 장크리스토프 부베 - 에드몽
- 지브릴 시세 - 특별출연